# Sabine Stiefbold
Sabine Stiefbold est une skieuse paralympique allemande qui a représenté l'Allemagne de l'Ouest en ski alpin aux Jeux paralympiques d'hiver de 1980 et aux Jeux paralympiques d'hiver de 1984. Elle a remporté un total de cinq médailles, dont une médaille d'or, deux médailles d'argent et deux médailles de bronze.

## Carrière
Aux Jeux paralympiques d'hiver de 1980, à Geilo, elle se classe 3ème au slalom géant 3B avec un temps de 3 min 15 s 88. La 1ère place revient à Brigitte Madlener qui termine la course en 2 min 52 s 86 et la 2ème place est attribuée à Sabine Barisch en 3 min 13 s 47. Stiefbold termine à la 4ème place au slalom spécial en 3 min 13 s 47.
Aux Jeux paralympiques d'hiver de 1984, à Innsbruck, elle remporte un total de quatre médailles: l'or en slalom LW5/7 (avec un temps de 1 min 33 s 78); deux médailles d'argent (dans les courses de slalom géant en 1 min 48 s 22et super combiné alpin en 2 min 48 s 72). Et enfin elle reçoit une médaille de bronze en descente avec un temps de 1 min 36 s 27. L'or est pour l'athlète autrichienne Brigitte Madlener en 1 min 24 s 92 et l'argent pour sa compatriote Sabine Barisch en 1 min 27 s 65; toutes sont dans la catégorie LW5/7.